# Jerry Paulson
Gerald Arthur "Jerry" Paulson (nacido el 21 de julio de 1935 en Nueva York, Nueva York y fallecido el 6 de marzo de 1986) fue un jugador de baloncesto estadounidense que disputó una temporada en la NBA. Con 1,93 metros de estatura, jugaba en la posición de base.

## Trayectoria deportiva

### Universidad
Jugó durante tres temporadas con los Jaspers del Manhattan College, en las que promedió 16,6 puntos y 4,9 rebotes por partido. Llevó a su equipo a ganar por primera vez el Holiday Festival que se celebra anualmente en el Madison Square Garden de Nueva York, al conseguir 26 puntos ante Notre Dame, ganando el partido por 86-79. Su mejor anotación en la competición universitaria la logró ante New York University, con 28 puntos en febrero de 1956.

### Profesional
Fue elegido en la decimoséptima posición del Draft de la NBA de 1957 por Cincinnati Royals, con los que únicamente disputó seis partidos, en los que promedió 3,3 puntos y 1,7 rebotes.

## Estadísticas de su carrera en la NBA

### Temporada regular
| Temporada | Edad | Equipo            | Liga | P | TIT | MIN  | TC  | TCA | %TC  | 3P | 3PA | %3P | TL  | TLA | %TL  | R.OF. | R.DEF. | REB | ASIS | ROB | TAP | PER | FP  | PTS |
| 1957-58   | 22   | Cincinnati Royals | NBA  | 6 |     | 11.3 | 1.3 | 3.8 | .348 |    |     |     | 0.7 | 1.0 | .667 |       |        | 1.7 | 0.7  |     |     |     | 0.8 | 3.3 |
| Total     |      |                   | NBA  | 6 |     | 11.3 | 1.3 | 3.8 | .348 |    |     |     | 0.7 | 1.0 | .667 |       |        | 1.7 | 0.7  |     |     |     | 0.8 | 3.3 |